# Большой каньон
Большой каньон (Великий каньон, Гранд-Каньон; англ. Grand Canyon) — один из глубочайших каньонов в мире. Находится на плато Колорадо, штат Аризона, США, на территории национального парка «Гранд-Каньон», а также резерваций индейцев племен навахо, хавасупай и валапай. Каньон прорезан рекой Колорадо в толще известняков, сланцев и песчаников. Длина каньона — 446 км. Ширина (на уровне плато) колеблется от 6 до 29 км, на уровне дна — менее километра. Максимальная глубина — 1857 м.
С 1979 года Большой каньон входит в список всемирного наследия ЮНЕСКО.

## Геология

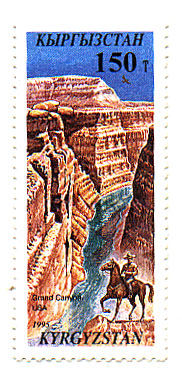
Большой каньон на марке Киргизии

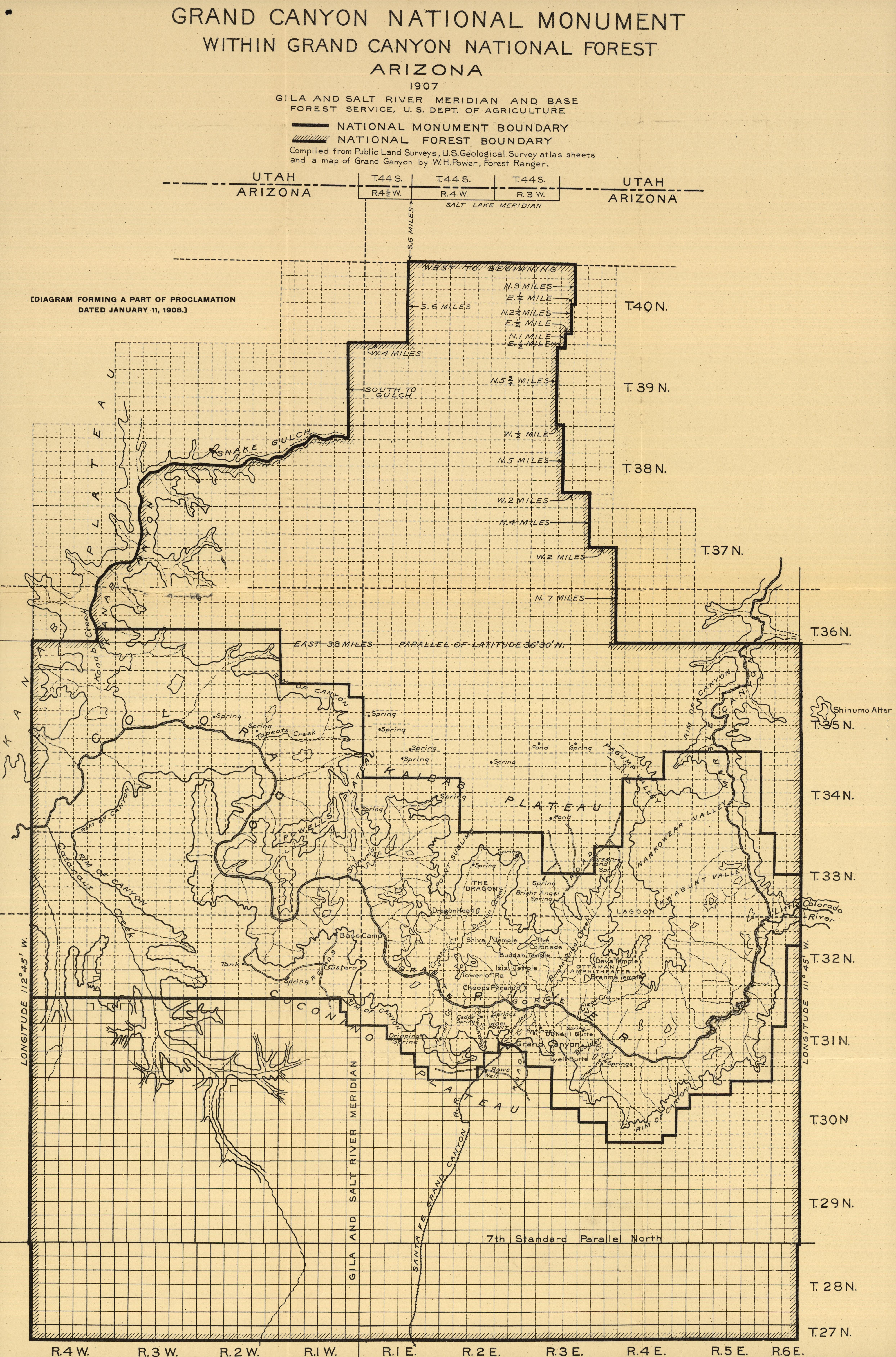
Карта Большого каньона и прилегающих территорий от 1908 года

Большой каньон — один из самых необычных геологических объектов нашей планеты. В нём можно обнаружить следы четырёх геологических эр Земли[каких?], разнообразие скал и пещер, содержащих богатый геологический, биологический и археологический материал.
Каньон считается[кем?] одним из лучших примеров эрозии.
Изначально река Колорадо текла по равнине, но в результате движения земной коры около 65 млн лет назад плато Колорадо поднялось. В результате поднятия плато изменился угол наклона течения реки Колорадо, вследствие чего увеличилась её скорость и способность размывать горные породы, лежащие на её пути.
Прежде всего река размыла верхние известняки, а потом принялась за более глубокие и древние песчаники и сланцы. Так и образовался Большой каньон. Произошло это около 5—6 млн лет назад. Каньон и сейчас углубляется из-за продолжающихся процессов эрозии.

## Природа
В пределах каньона наблюдается высотная зональность, хотя границы зон очень размыты. С высотой изменяется температура, влажность и, соответственно, фауна, почвы и произрастающие на них растения. В каньоне произрастает ель, жёлтая сосна, пихта.

### Фауна
В массивах жёлтой сосны обитает эндемичный вид белок — Sciurus aberti kaibabensis. В густых хвойных лесах, произрастающих вблизи верхней границы каньона, встречаются чернохвостые олени. Всего в районе каньона обитают 34 вида млекопитающих, включая 18 видов грызунов и 8 видов летучих мышей.
Ранней весной в леса прилетают красноголовые пиранги (Piranga ludoviciana).

## Освоение человеком

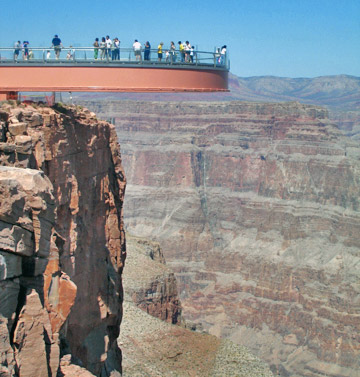
«Grand Canyon Skywalk» — площадка с прозрачным полом для обзора Большого каньона в районе Eagle Point, в 3 км от аэропорта «Grand Canyon West»

Коренные жители Америки (индейцы) знали о Большом каньоне ещё тысячи лет назад. К первым признакам жизни людей в каньоне относят наскальные изображения, которые были созданы индейцами около 3 тыс. лет назад.
В 1540 году Большой каньон был обнаружен группой испанских солдат под командованием Гарсии Лопеса де Карденаса, путешествующих в поисках золота. Несколько испанских солдат в сопровождении индейцев племени хопи пытались спуститься на дно каньона, но вынуждены были вернуться из-за недостатка питьевой воды.
С тех пор каньон не посещался европейцами более двух веков.
В 1776 году два испанских священника в сопровождении небольшого отряда солдат путешествовали вдоль Большого каньона в поисках пути из Санта-Фе в Калифорнию.
Первая научная экспедиция к Большому каньону, возглавляемая ветераном Гражданской войны и профессором университета Джоном Уэсли Пауэллом, была проведена в 1869 году. Пауэлл исследовал и описал каньон.
В 2013 году Большой каньон пересёк известный американский канатоходец Николас Валленда, который прошёл над пропастью по канату без страховочных тросов.

## Авиакатастрофы
В 1940—1950-х годах экипажи многих пассажирских авиалайнеров, пролетающих в этой местности, специально планировали путь таким образом, чтобы дать пассажирам полюбоваться видами Великого каньона. Зачастую пилоты совершали над каньоном несколько «восьмёрок» с левым и правым креном, чтобы улучшить пассажирам обзор. В те годы это не было запрещено, так как пилоты пассажирских лайнеров имели право, даже находясь на эшелонах, совершать визуальные полёты, что иногда вызывало опасные сближения самолётов в воздухе. 30 июня 1956 года из-за этого над Большим каньоном произошло столкновение Lockheed Constellation авиакомпании Trans World Airlines и DC-7 авиакомпании United Airlines. Обломки самолётов упали на дно каньона, погибли 128 человек. Это была самая крупная по числу жертв авиакатастрофа гражданских самолётов в мире до 1960 года (когда произошла авиакатастрофа над Нью-Йорком), и после неё визуальные полёты на эшелонах по воздушным трассам над территорией США были запрещены.
Ещё одна авиакатастрофа произошла над Большим каньоном в 1986 году. В ней во время выполнения экскурсионных полётов столкнулись самолёт DHC-6 Twin Otter и вертолёт Bell 206, в результате чего погибли все находящиеся в них 25 человек.

## Туризм
Ежегодно Большой каньон посещают более 4 млн человек (4 425 314 человек посетило каньон в 2008 году).
Среди туристов пользуется популярностью сплав по Колорадо на надувных плотах и спуск в каньон на мулах.

## Панорамы

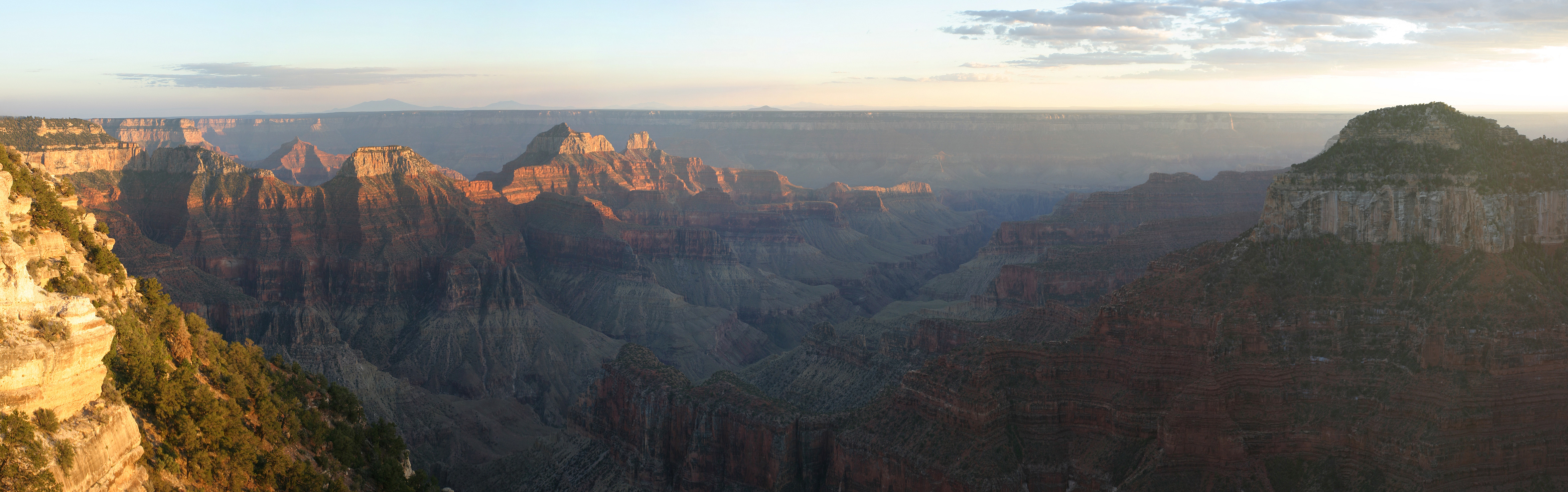
Панорама Большого каньона с северной стороны

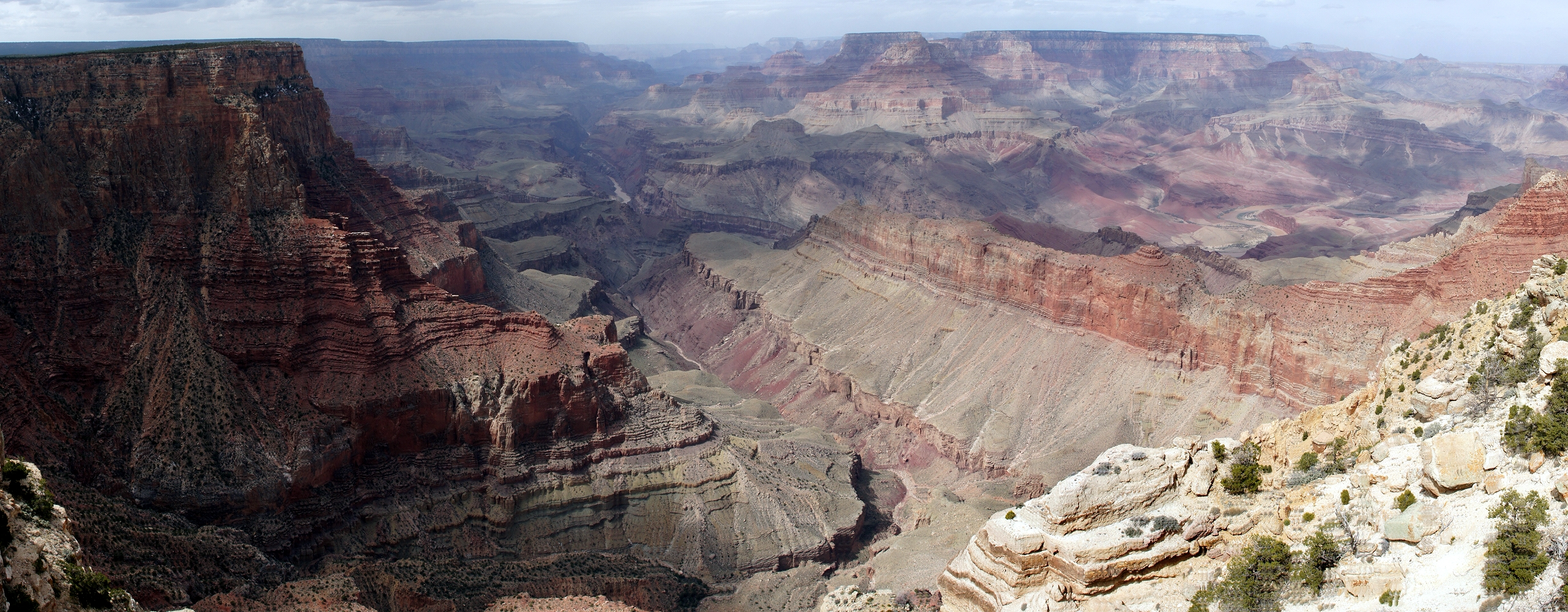
Панорама Большого каньона с южной стороны